# 尹广军
尹广军（1962年—），河北沧州人，回族，中华人民共和国政治人物、第十一届全国人民代表大会河北地区代表。
毕业于北京经济学院安全系统。加入中国民主促进会，担任沧州市对外经济技术合作有限公司董事长、总经理，沧州市贸促会副会长。2008年起担任全国人大代表。